# 둘세 데 레체
둘세 데 레체(스페인어: dulce de leche) 또는 도시 지 레이치(브라질 포르투갈어: doce de leite)는 라틴 아메리카의 캐러멜 잼 또는 과자이다. 설탕을 첨가한 우유를 천천히 가열하여 만들며, 가열 과정에서 캐러멜라이징 반응이 발생하여 캐러멜과 유사한 풍미와 색을 더해주는 물질이 생성된다. 멕시코, 베네수엘라, 브라질, 에콰도르, 우루과이, 콜롬비아, 쿠바, 칠레, 파라과이,아르헨티나등 라틴아메리카 지역의 특색 요리이며, 인기가 매우 많다. 흐를만큼 묽은 것도 있고, 스프레드 형태인 것, 썰어서 집어 먹을 수 있을만큼 단단한 것도 있다.

## 이름
- 도스 드 레이트(doce de leite) – 포르투갈
- 도시 디 레이티(doce de leite) – 갈리시아
- 도시 지 레이치(doce de leite) – 브라질
- 둘세 데 레체(dulce de leche) – 볼리비아, 스페인, 아르헨티나, 에콰도르, 우루과이, 파라과이
- 망하르(manjar) – 칠레, 파나마
- 망하르 데 레체(manjar de leche) – 에콰도르
- 아레키페(arequipe) – 베네수엘라, 콜롬비아
- 카헤타(cajeta) – 멕시코
- 캄브레엥(kambyre'ẽ) – 파라과이

## 지역별 둘세 데 레체
엘살바도르 지방의 둘세 데 레체는 부드럽고 잘 바스러지는 질감을 가지고 있다. 거의 설탕 절임이 된 둘세 데 레체도 엘살바도르에서 찾아볼 수 있다. 멕시코의 둘세 데 레체는 "망하르" 또는 "카헤타"라고 불리는데 염소젖으로 만들어지는 제품이 대부분이다. 쿠바의 둘세 데 레체는 설탕이 들어갔으며 응고된 발효유로 만들어진다. 도미니카 공화국에서는 우유와 설탕 뿐만 아니라 계피가 추가 재료로 들어가기도 하며 질감은 일반적인 둘세 데 레체보다 퍼지에 더 가깝다. 푸에르토리코의 둘세 데 레체에는 코코넛 밀크가 들어가기도 한다. 
필리핀에서도 둘세 데 레체를 발견할 수 있으며 필리핀의 둘세 데 레체는 케이크나 롤빵과 함께 제공된다.

## 사진

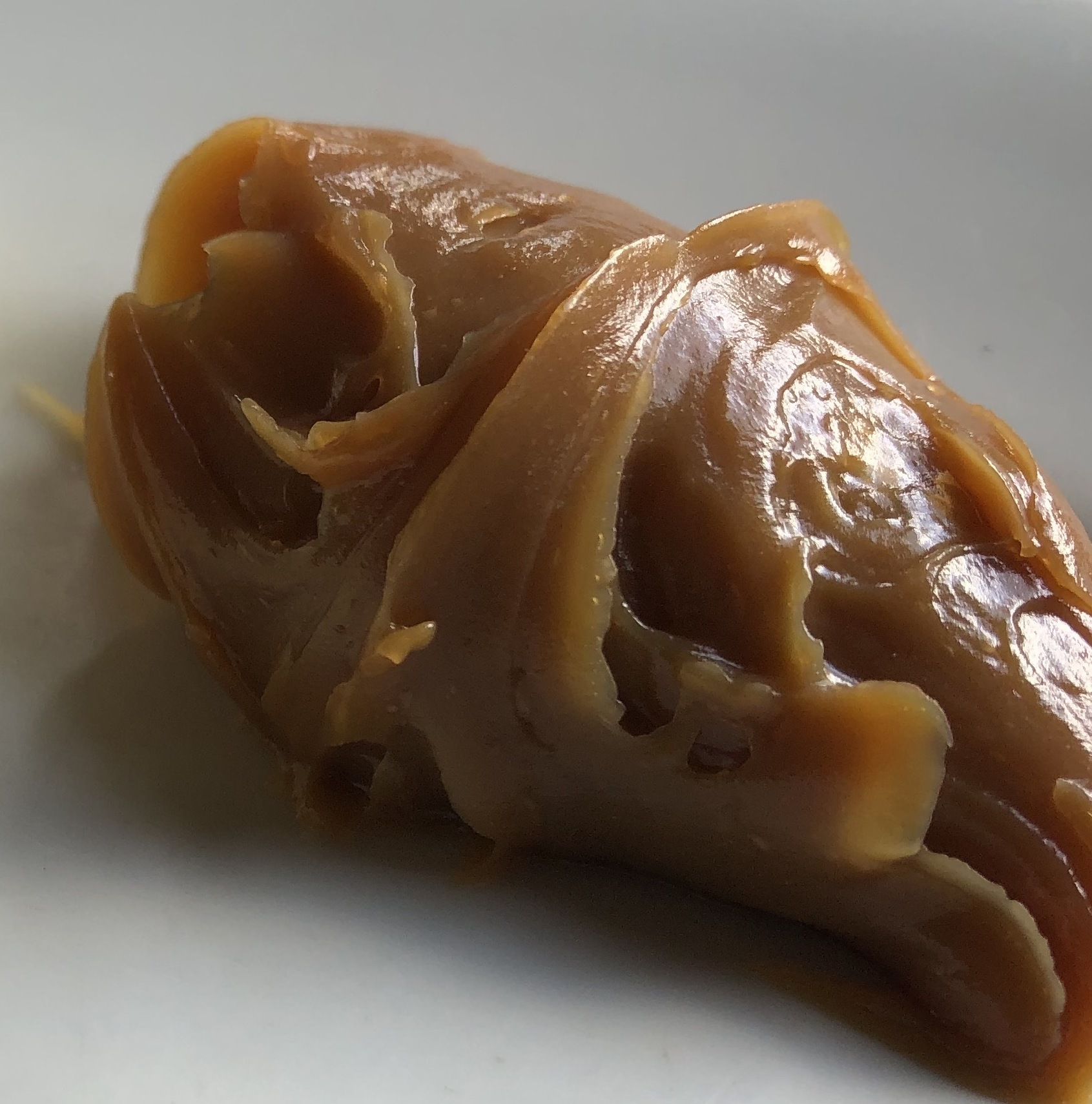
도시 지 레이치
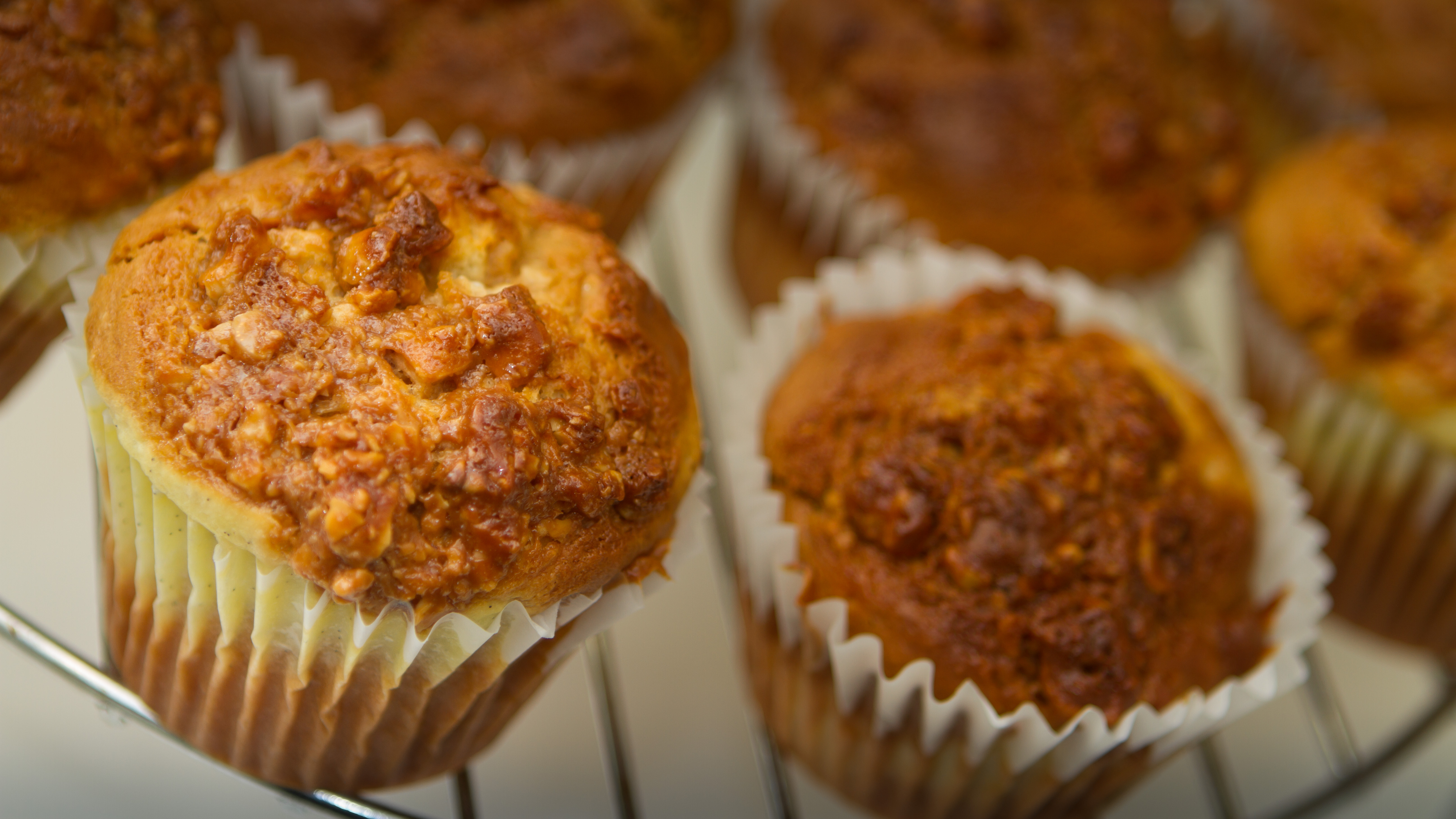
둘세 데 레체 머핀
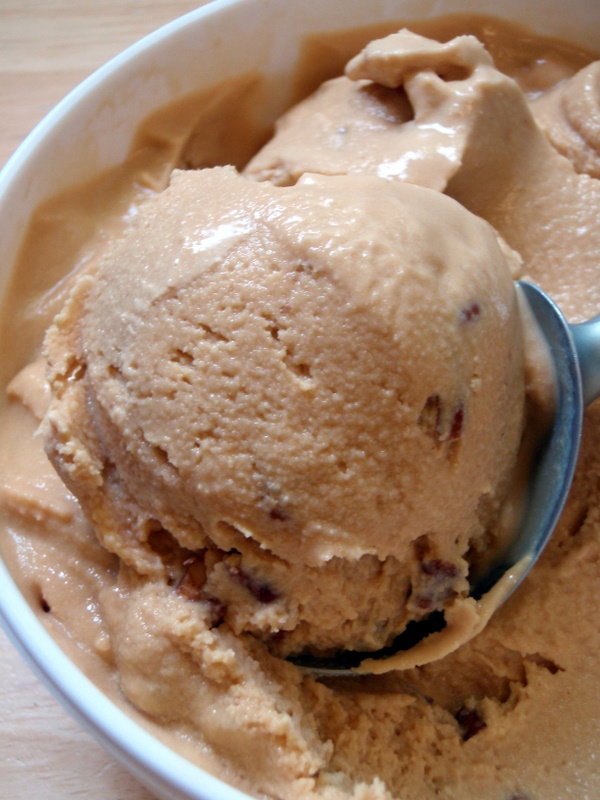
둘세 데 레체 아이스크림
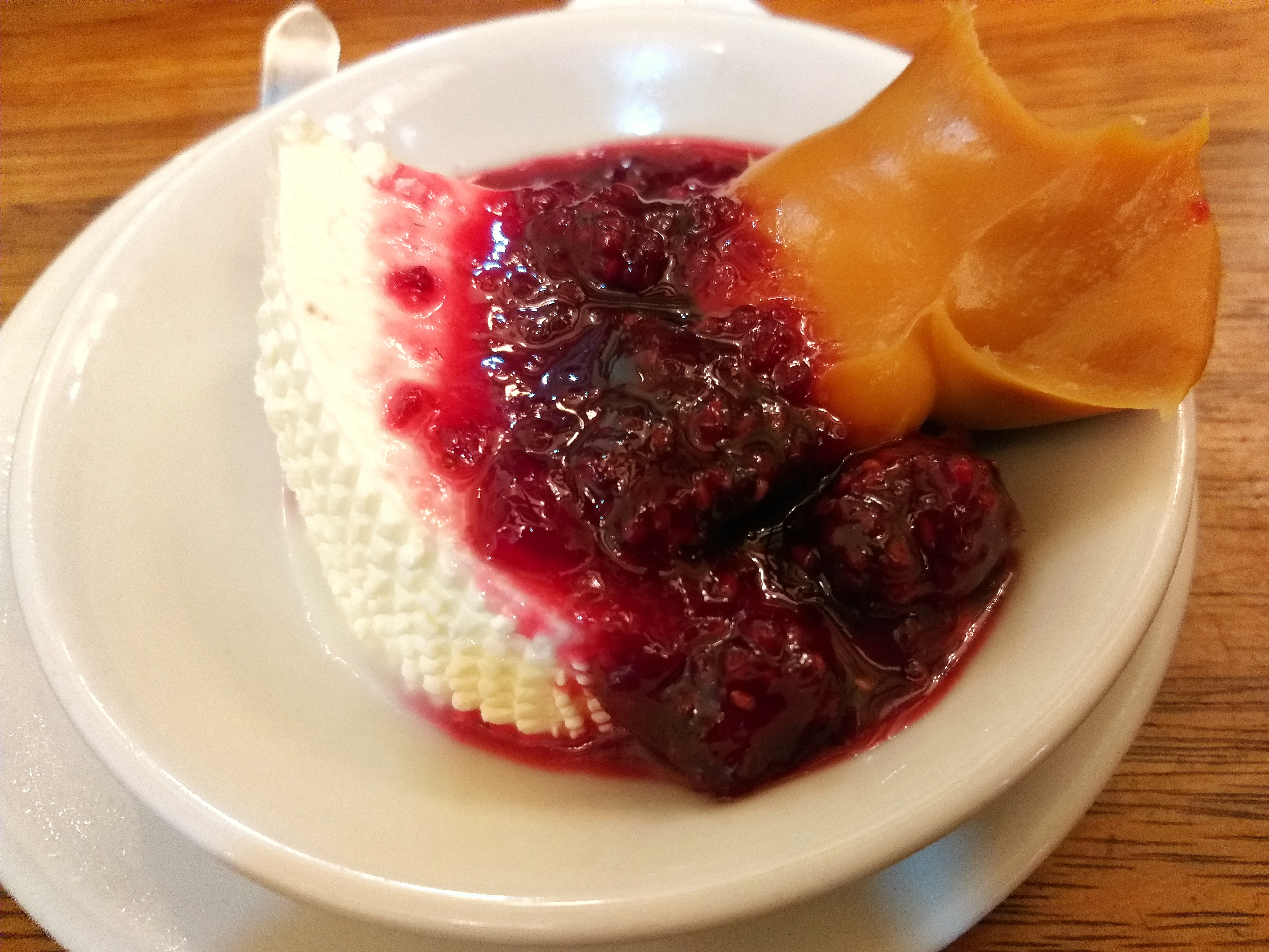
디보르시오
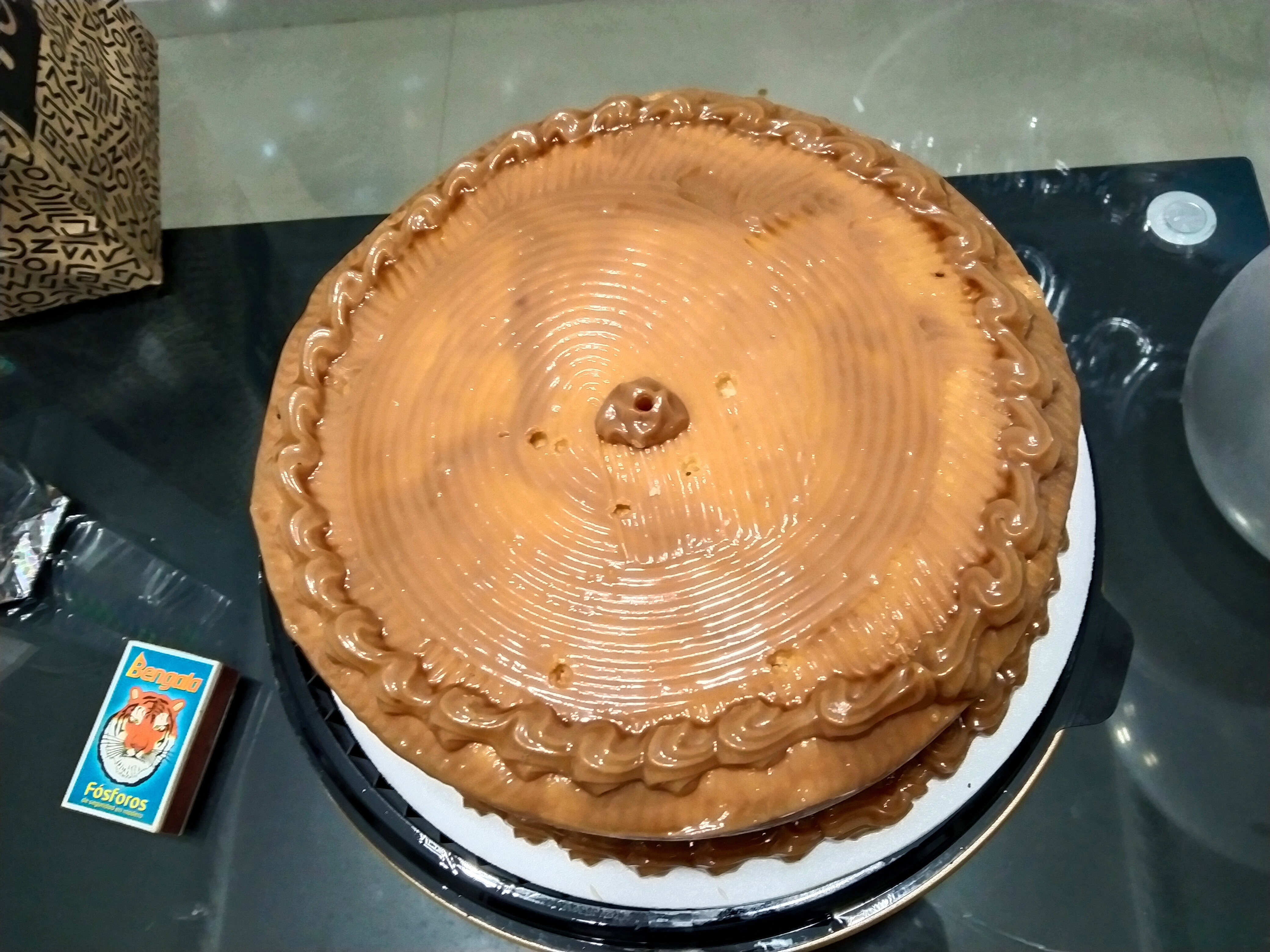
아레키페 케이크
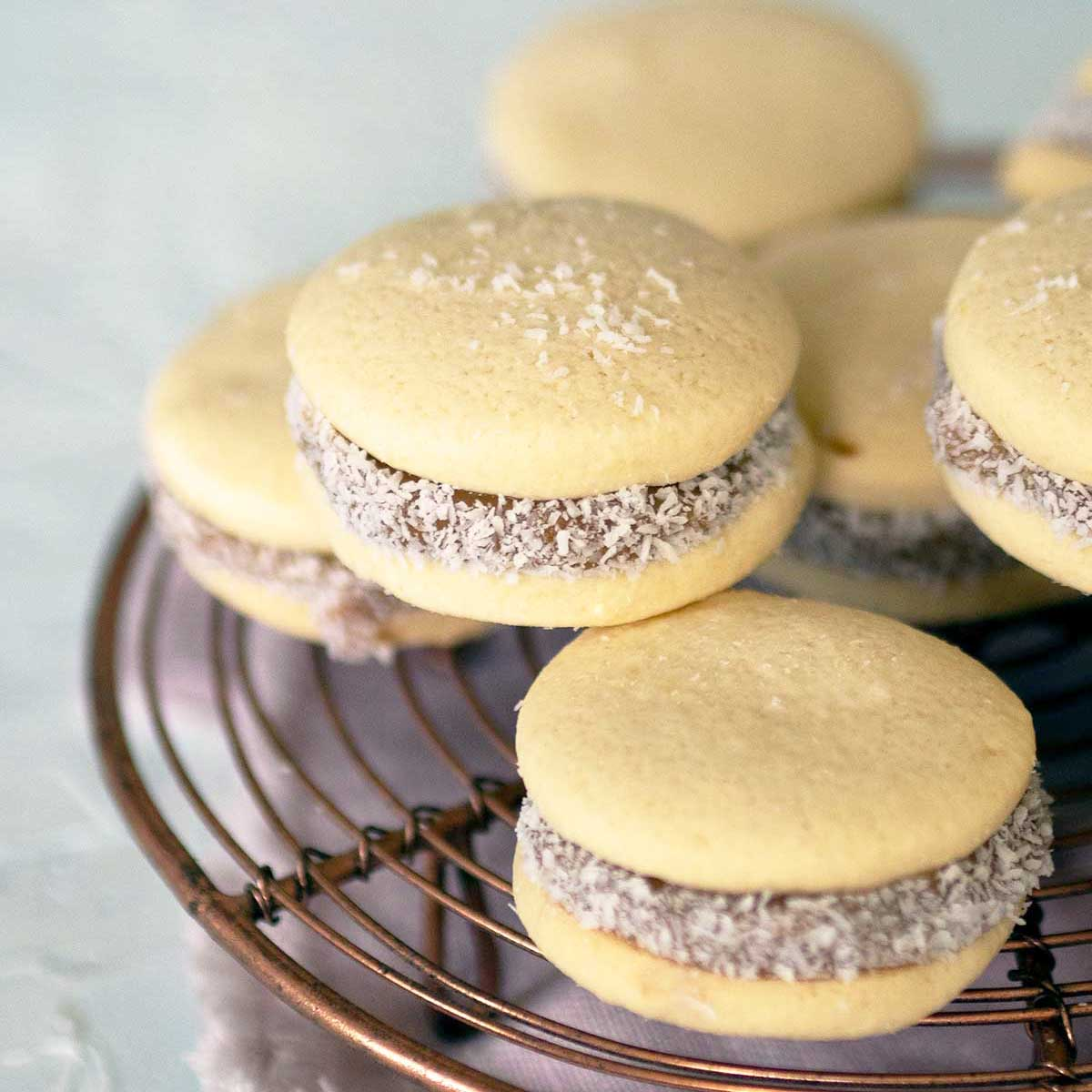
알파호르

## 같이 보기
- 망하르 블랑코
- 밀크 잼
- 밀크 캐러멜